# Franziska Kellerová
Franziska Kellerová, známá také jako Ska Kellerová (rodným jménem Franziska Maria Keller, * 22. listopadu 1981 Guben, Německá demokratická republika) je německá politička, europoslankyně a představitelka Strany zelených. Kandidovala v primárkách Evropské strany zelených v přímých volbách skrze internetové hlasování ve všech členských zemích EU. V evropských zelených primárkách dostala spolu s José Bové nejvíce hlasů a stala se tak oficiální kandidátkou evropské frakce Zelených na post předsedkyně evropské komisařky pro EU v roce 2014. V letech 2007 až 2009 byla mluvčí zemského předsednictva strany v Braniborsku. Od roku 2009 je poslankyní Evropského parlamentu.

## Život
Vystudovala islámská studia, turkologii a judaistiku na Svobodné univerzitě v Berlíně. Za muže si vzala finského aktivistu Markuse Drakeho.
Hovoří plynně čtyřmi jazyky: kromě své rodné němčiny také anglicky, francouzsky a španělsky, částečně mluví také turecky a arabsky.

### Politická kariéra
Od roku 2001 je členkou Zelené mládeže, v letech 2001 až 2004 byla členkou jejich spolkového předsednictva. V letech 2005 až 2007 byla mluvčí Federace mladých evropských zelených. V roce 2002 vstoupila do německé Strany zelených, od roku 2005 je členkou jejich braniborského zemského předsednictva. V letech 2005 až 2009 byla jednatelkou okresní organizace zelených Spréva-Nisa. Roku 2007 byla společně s Axelem Vogelem zvolena mluvčí braniborského předsednictva strany. V této pozici se angažovala zejména, ve spolupráci s dalšími stranami, ekologickými organizacemi a lužickosrbským hnutím Domowina, proti otevírání nových povrchových dolů v zemi. Na sjezdu strany v Dortmundu v roce 2009 byla zvolena jako kandidátka zelených do Evropského parlamentu na sedmém místě kandidátní listiny, a uspěla. Jejími hlavními tématy v EP jsou migrace a vztah Unie s Tureckem. Je členkou rozvojového výboru a společného parlamentního výboru EU-Turecko. Pravidelně komentuje politické dění na svém osobním blogu.

#### Politické názory
V roce 2017 se zasazovala v kontextu syrské krize o přesídlení celých syrských vesnic do východní Evropy (např. Lotyšska).